# Bebearia maximiana
Bebearia maximiana är en fjärilsart som beskrevs av Otto Staudinger 1891. Bebearia maximiana ingår i släktet Bebearia och familjen praktfjärilar. Inga underarter finns listade i Catalogue of Life.